# Oceanside (Kalifornia)
Oceanside – miasto w Stanach Zjednoczonych, w stanie Kalifornia, przy ujściu rzeki San Luis Rey do zatoki Santa Catalina (Ocean Spokojny). Około 172 tys. mieszkańców.
W mieście rozwinął się przemysł elektroniczny.

## Urodzeni w Oceanside
- Charde Houston – amerykańska koszykarka
- Cappie Pondexter – amerykańska koszykarka
- Elana Meyers-Taylor – amerykańska bobsleistka

## Miasta partnerskie
- Ensenada, Meksyk
- Kisarazu, Japonia
- Fuji, Japonia
- Aʻana, Samoa